# Haus Wittgenstein
Haus Wittgenstein – minimalistyczny gmach znajdujący się przy ulicy Parkgasse 18, w Wiedniu, w Austrii. Wybudowany został dla Margaret Wittgenstein, zaliczającej się do wpływowej miejskiej inteligencji. 
Autorem projektu budynku całkowicie pozbawionego jakichkolwiek dekoracji był Paul Engelmann. Projekt ten powstał w 1925 roku, zaś sam budynek ukończony został w 1929 roku. W prace nad ostatecznym kształtem budynku zaangażował się w dużej mierze również brat Margaret, filozof Ludwig Wittgenstein. Zakres proponowanych przez niego poprawek powodował często nawet zmiany pierwotnej koncepcji architektonicznej, co przyczyniło się zarówno do wydłużenia czasu budowy, jak również istotnego wzrostu kosztu inwestycji. Haus Wittgenstein zyskał powszechne uznanie w środowisku jako czołowy przykład minimalizmu w architekturze, co jednak i tak nie do końca satysfakcjonowało Ludwiga Wittgensteina. Uznawał on bowiem budowlę za zbyt bezosobową, by w niej mieszkać.
Obecnie (dane z 2013 r.) Haus Wittgenstein jest budynkiem ambasady Bułgarii. Wnętrze jednak jest udostępnione dla odwiedzających. Organizowane są tutaj także różnorakie wydarzenia o charakterze kulturalnym, a także różne spotkania. 

## Galeria

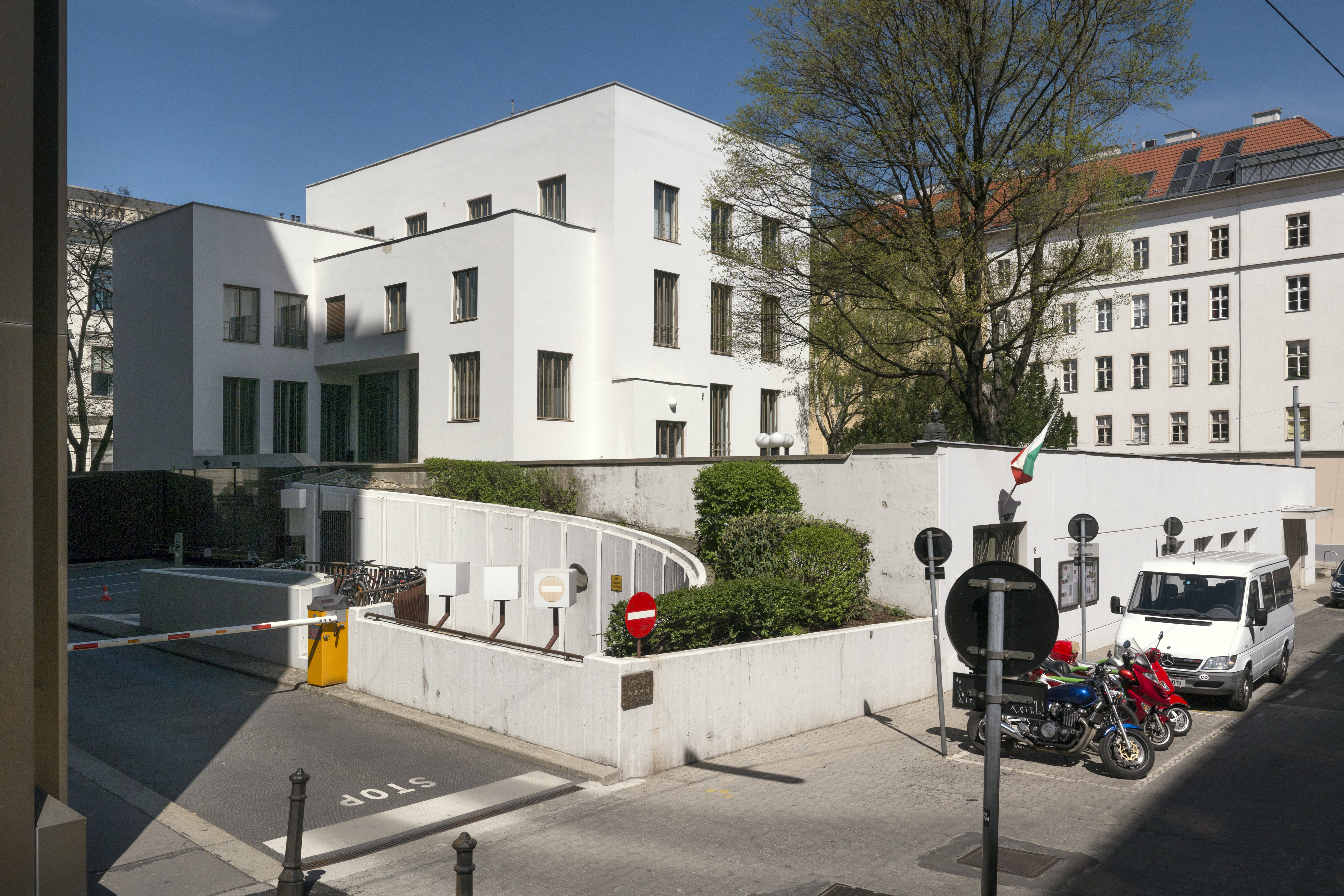
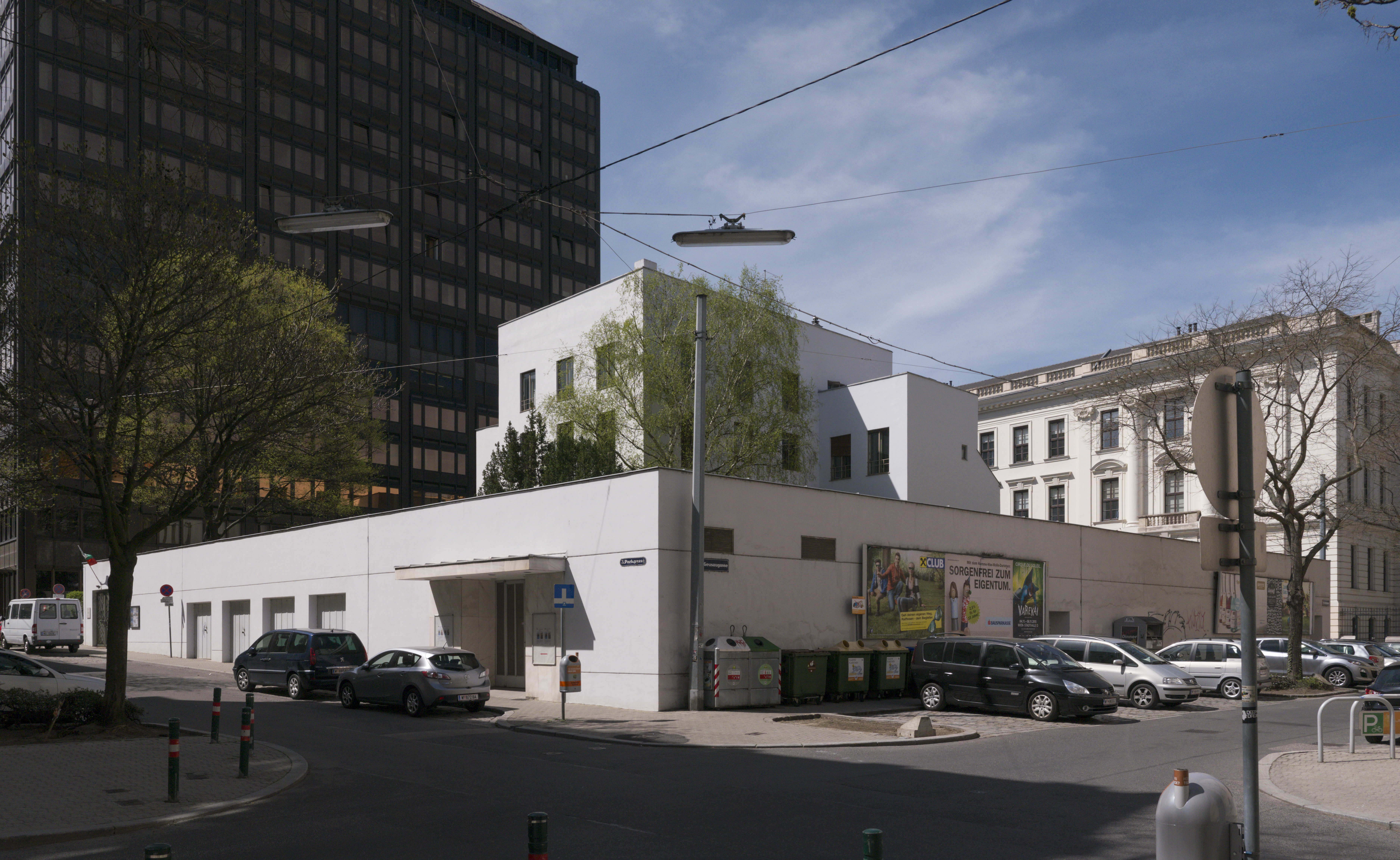
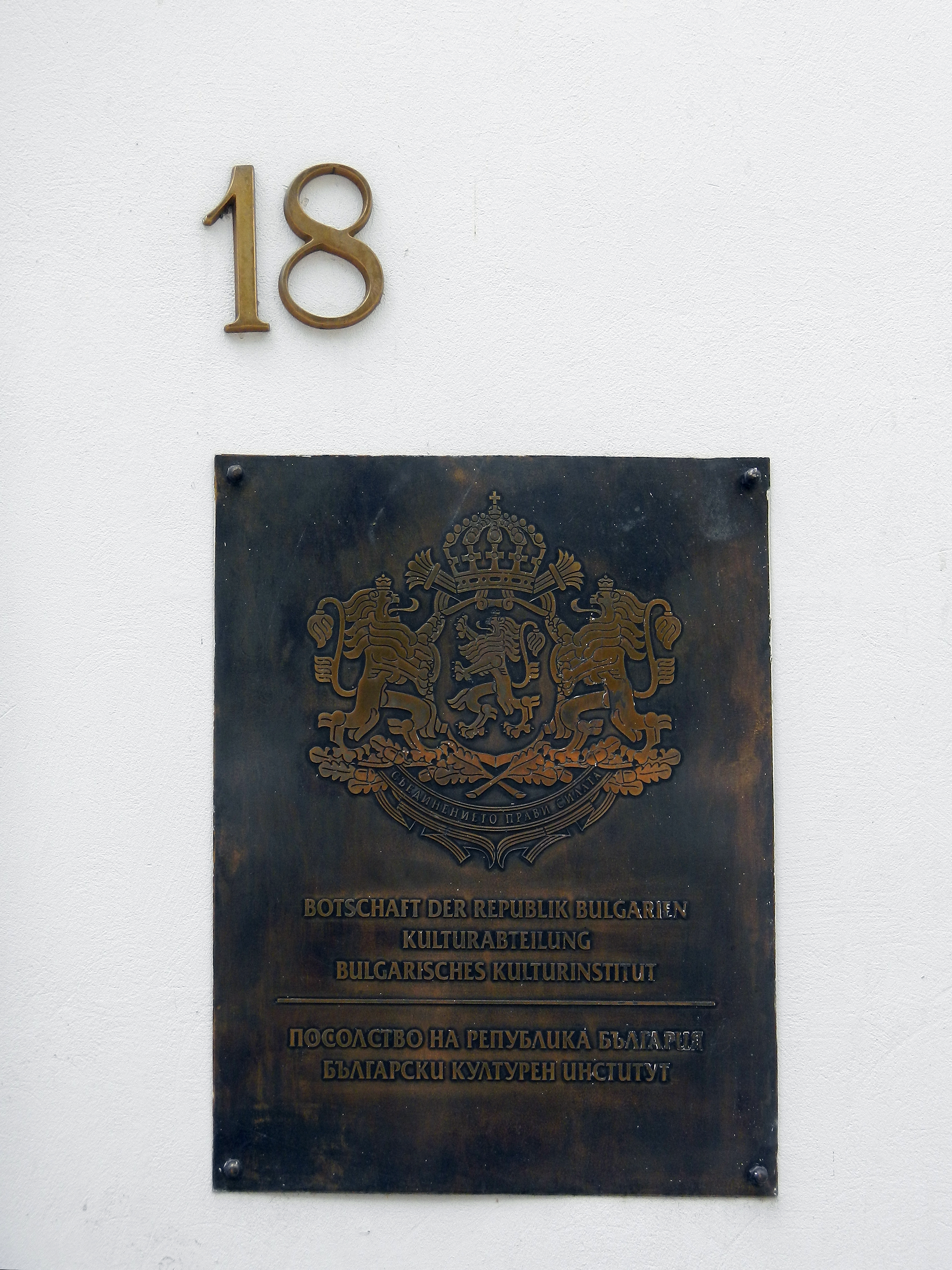
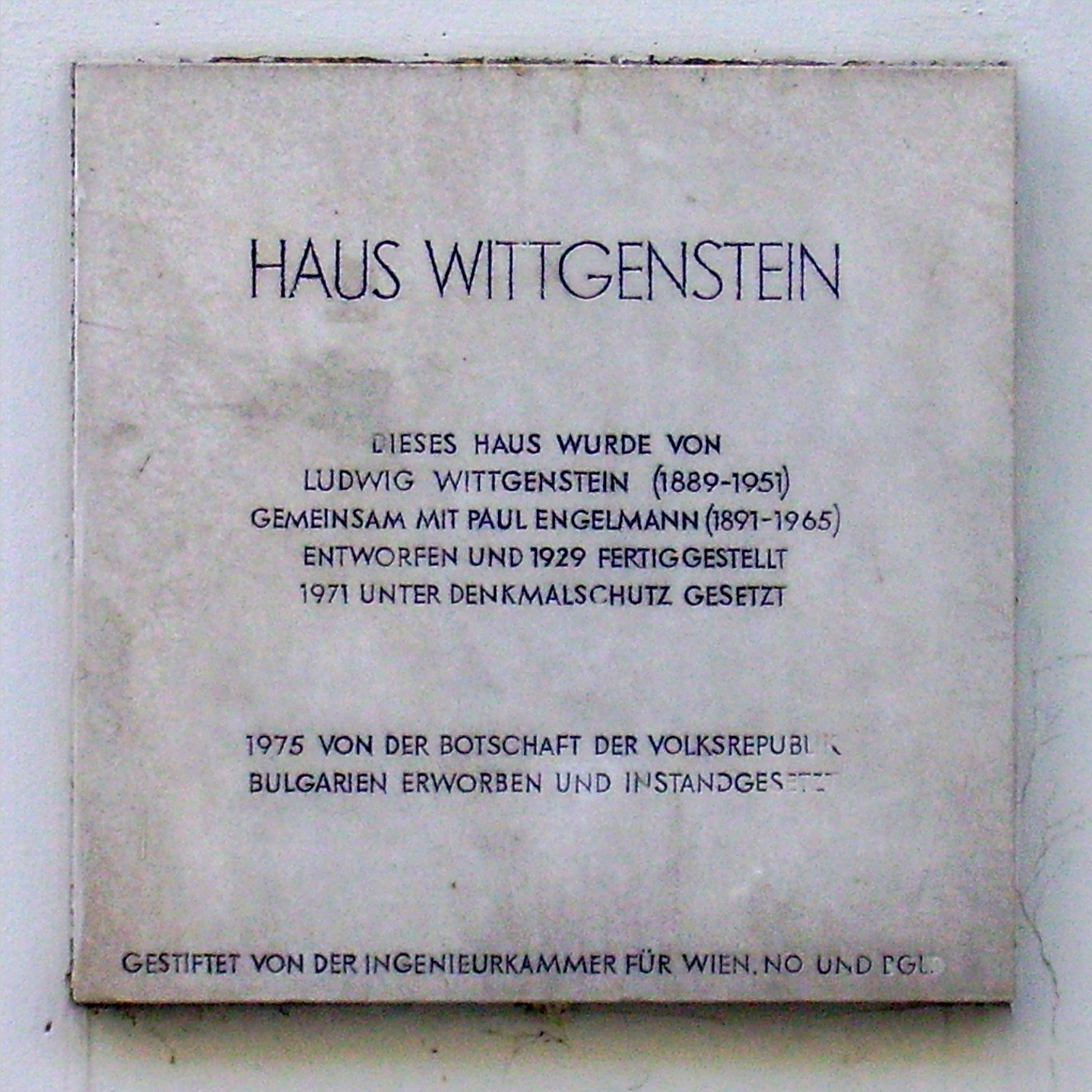
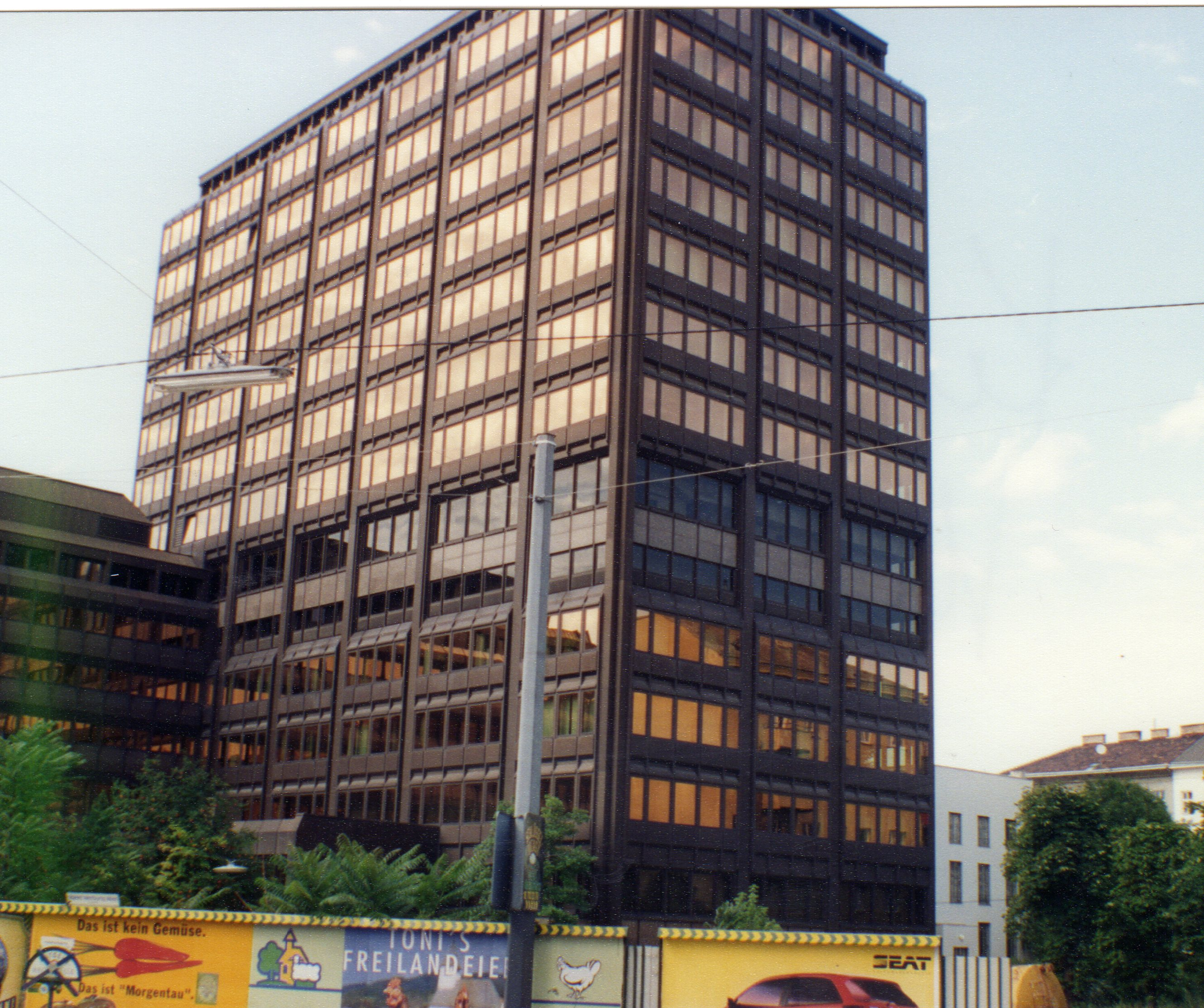
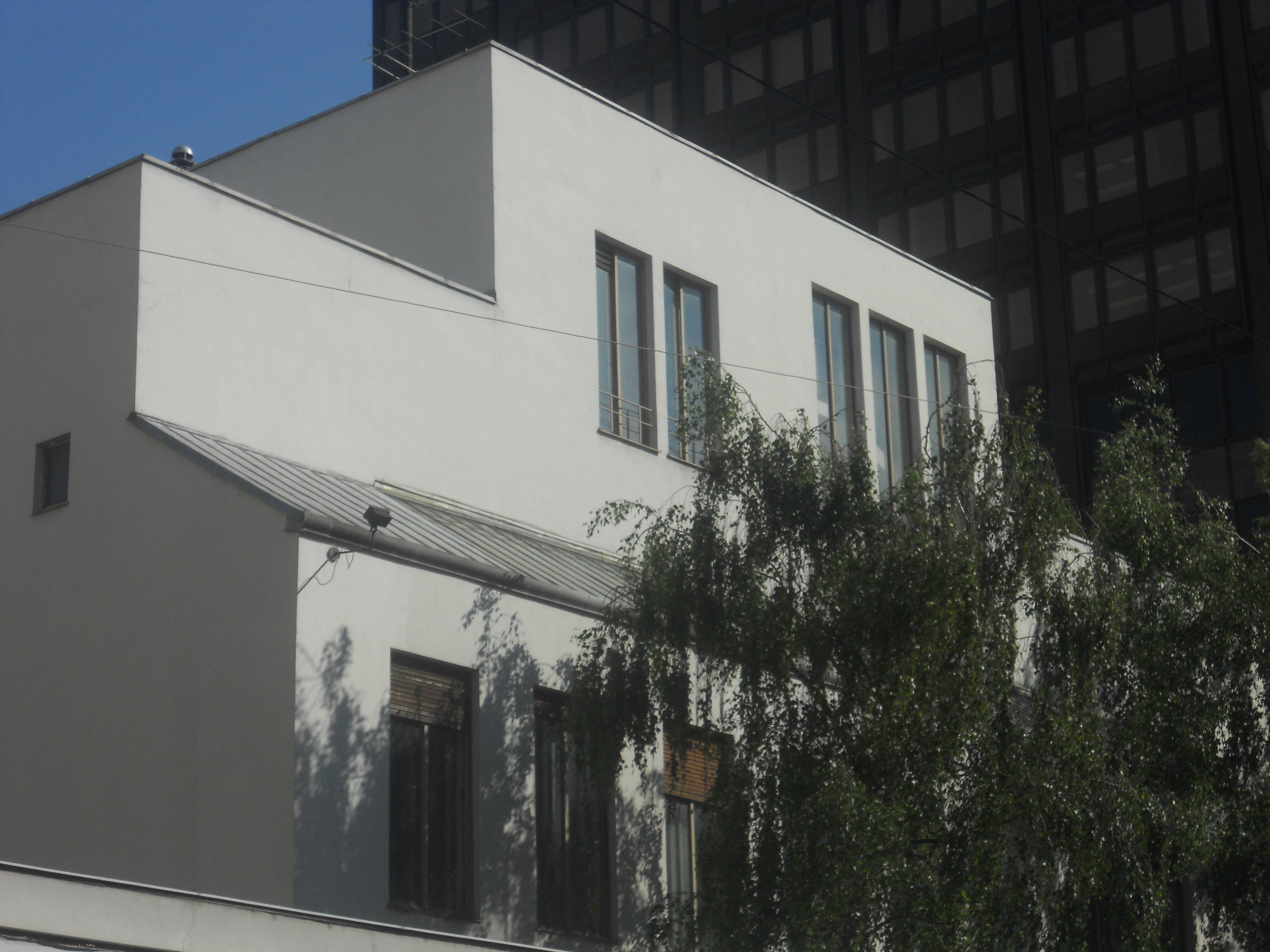
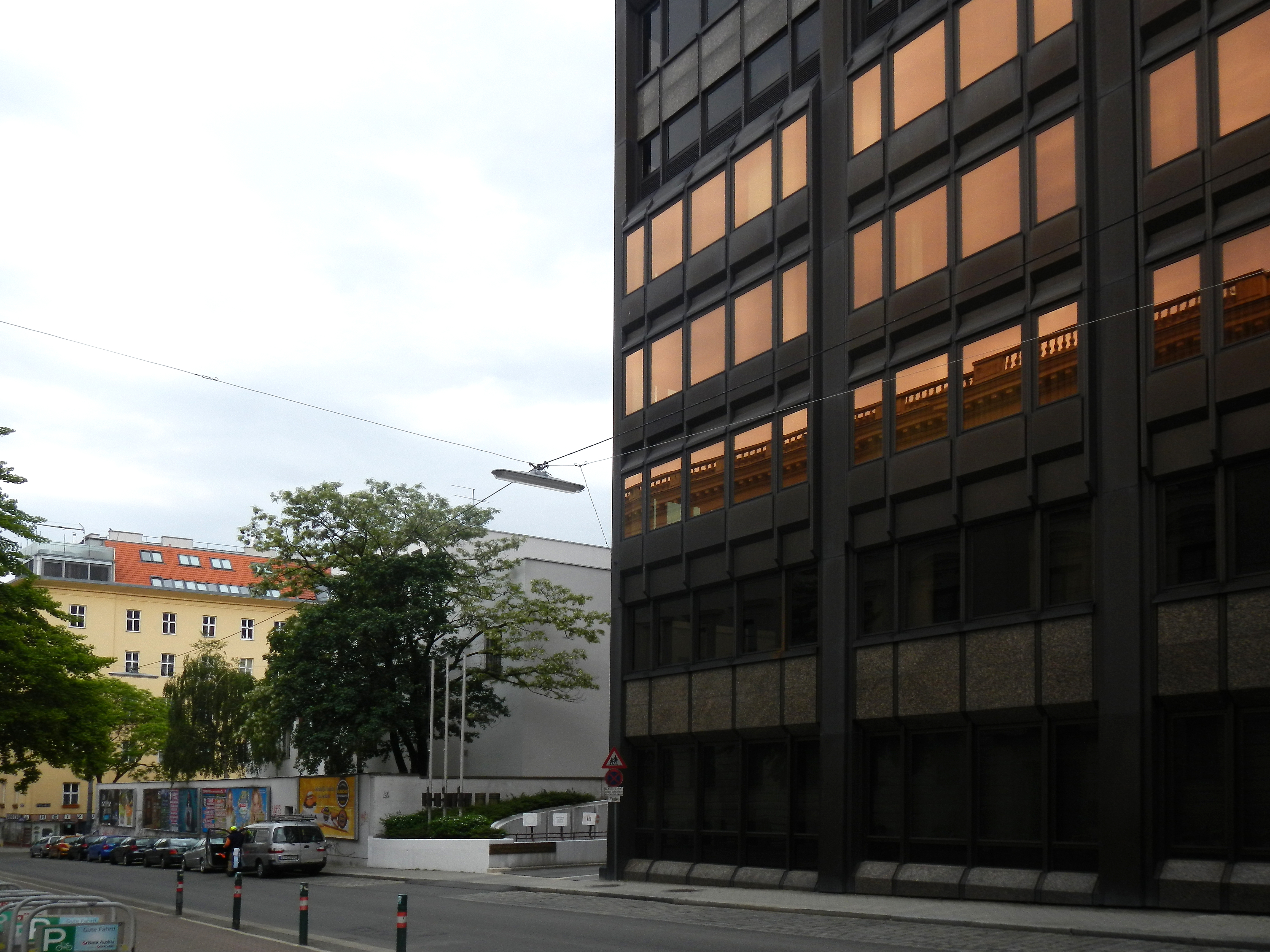